# Liu Xia
Liu Xia, född den 6 januari 1979 i Qingdao, Kina, är en kinesisk judoutövare.
Hon tog OS-silver i damernas halv tungvikt i samband med de olympiska judotävlingarna 2004 i Aten.